# La Malbaie
La Malbaie é uma cidade localizada na região da Capitale-Nationale, Quebec, Canadá. Era antigamente conhecida como Murray Bay.